# Ювілейні опитування газети «Український футбол»
Ювілейні опитування газети «Український футбол» — низка плебісцитів, спрямованих на виявлення найяскравіших представників національного футболу за тривалий проміжок часу. Проводилися згадуваною газетою кожні п’ять років починаючи з 1996-го.

## П’ятирічний гопак: 15 найкращих за 5 чемпіонатів України (1992— 1995/96)

### Найкращі футболісти
1. Віктор Леоненко, 2. Андрій Полунін, 3. Тимерлан Гусейнов, 4. Олег Суслов, 5. Олег Лужний, 6. Олександр Головко, 7. Сергій Беженар, 8. Віктор Скрипник, 9. Юрій Максимов, 10. Сергій Ковалець.

### Найкращі тренери
1. Віктор Прокопенко, 2. Анатолій Заяєв, 3. Михайло Фоменко, 4. Микола Павлов, 5. Йожеф Сабо.

### +Найкращі футболісти за ланками
Воротарі: 1. Суслов, 2. Шутков, 3. Близнюк.
Праві захисники: 1. Лужний, 2. Парфенов, 3. Багмут.
Центральні задні захисники: 1. Беженар, 2. Дірявка, 3. Мокрицький.
Центральні передні захисники: 1. Головко, 2. Попов С., 3. Чижевський.
Ліві захисники: 1. Скрипник, 2. Шматоваленко, 3. Хомин.
Праві півзахисники: 1. Ковалець, 2. Похлєбаєв, 3. Лучкевич.
Опорні півзахисники: 1. Максимов Ю., 2. Шевченко С., 3. Мізін.
Розігрувальні півзахисники: 1. Полунін, 2. Калитвинцев, 3. Кривенцов.
Ліві півзахисники: 1. Косовський, 2. Орбу, 3. Шаран.
Відтягнуті нападники: 1. Леоненко, 2. Матвеєв, 3. Шкапенко.
Центральні нападники: 1. Гусейнов, 2. Коновалов, 3. Ателькін.

## Смарагдова декада: 10 найкращих за 10 чемпіонатів України (1992— 2000/01)

### Найкращі футболісти
1. Андрій Шевченко, 2. Сергій Ребров, 3. Віктор Леоненко, 4. Олег Лужний, 5. Юрій Калитвинцев.

### Найкращі тренери
1. Валерій Лобановський, 2. Віктор Прокопенко, 3. Анатолій Заяєв, 4. Михайло Фоменко, 5. Валерій Яремченко.

### +Найкращі футболісти за ланками
Воротарі: 1. Шовковський, 2. Суслов, 3. Вірт.
Праві захисники: 1. Лужний, 2. Старостяк, 3. Ященко.
Центральні захисники: 1. Головко, 2. Ващук, 3. Леонов.
Ліві захисники: 1. Скрипник, 2. Каладзе, 3. Попов С.
Праві півзахисники: 1. Зубов, 2. Ковалець, 3. Жабченко.
Опорні півзахисники: 1. Хацкевич, 2. Гусін, 3. Михайленко.
Розігрувальні півзахисники: 1. Калитвинцев, 2. Полунін, 3. Дудник.
Ліві півзахисники: 1. Косовський, 2. Орбу, 3. Микитин.
Крайні нападники: 1. Ребров, 2. Мороз Г., 3. Полтавець.
Відтягнуті нападники: 1. Леоненко, 2. Ателькін, 3. Матвеєв.
Центральні нападники: 1. Шевченко А., 2. Гусейнов, 3. Воробей А.

## Кришталева п’ятнадцятка: 15 найкращих за 15 чемпіонатів України (1992— 2005/06)

### Найкращі футболісти
1. Валентин Белькевич, 2. Сергій Ребров, 3. Андрій Шевченко, 4. Олександр Шовковський, 5. Віктор Леоненко, 6. Юрій Калитвинцев, 7. Анатолій Тимощук, 8. Олег Лужний, 9. Андрій Воробей, 10. Діого Ринкон.

### Найкращі тренери
1. Валерій Лобановський, 2. Віктор Прокопенко, 3. Мирча Луческу, 4. Анатолій Заяєв, 5. Олексій Михайличенко.

### +Найкращі футболісти за ланками
Воротарі: 1. Шовковський, 2. Суслов, 3. Шутков, 4. Медін.
Праві захисники: 1. Лужний, 2. Чижевський, 3. Єзерський, 4. Дмитрулін.
Центральні захисники: 1. Ващук, 2. Головко, 3. Русол, 4. Федоров.
Ліві захисники: 1. Рац, 2. Скрипник, 3. Несмачний, 4. Каладзе.
Крайні півзахисники: 1. Зубов, 2. Косовський, 3. Орбу, 4. Ковалець.
Опорні півзахисники: 1. Тимощук, 2. Гусін, 3. Хацкевич, 4. Шелаєв.
Центральні півзахисники: 1. Калитвинцев, 2. Назаренко, 3. Закарлюка, 4. Матузалем.
Розігрувальні півзахисники: 1. Белькевич, 2. Полунін, 3. Рикун, 4. Дудник.
Крайні нападники: 1. Ребров, 2. Воробей А., 3. Шищенко, 4. Полтавець.
Відтягнуті нападники: 1. Шевченко А., 2. Діого Ринкон, 3. Шацьких, 4. Матвеєв.
Центральні нападники: 1. Леоненко, 2. Гусейнов, 3. Гайдаш, 4. Гецько.

## Порцеляновий м’яч: 20 найкращих за 20 чемпіонатів України (1992— 2010/11)

### Найкращі футболісти
1. Сергій Ребров, 2. Олександр Шовковський, 3. Валентин Белькевич, 4. Андрій Шевченко, 5. Анатолій Тимощук, 6. Олег Лужний, 7. Віктор Леоненко, 8. Андрій Полунін, 9. Юрій Калитвинцев, 10. Олександр Головко.

### Найкращі тренери
1. Мирча Луческу, 2. Валерій Лобановський, 3. Віктор Прокопенко, 4. Євген Кучеревський, 5. Анатолій Заяєв.

### Найкращі арбітри
1. Валерій Онуфер, 2. Василь Мельничук, 3. Сергій Шебек, 4. Олег Орєхов, 5. Ігор Ярменчук.

### +Найкращі футболісти за ланками
Воротарі: 1. Шовковський, 2. Суслов, 3. Шутков, 4. П’ятов, 5. Горяїнов.
Праві захисники: 1. Лужний, 2. Єзерський, 3. Чижевський, 4. Парфенов, 5. Старостяк.
Центральні захисники: 1. Головко, 2. Ващук, 3. Беженар, 4. Русол, 5. Чигринський.
Ліві захисники: 1. Рац, 2. Скрипник, 3. Дмитрулін, 4. Несмачний, 5. Денисов.
Праві півзахисники: 1. Срна, 2. Зубов, 3. Гусєв О., 4. Ковалець, 5. Лучкевич.
Опорні півзахисники: 1. Тимощук, 2. Фернандиньо, 3. Гусін, 4. Хюбшман, 5. Шелаєв.
Розігрувальні півзахисники: 1. Полунін, 2. Калитвинцев, 3. Хацкевич, 4. Рикун, 5. Назаренко.
Ліві півзахисники: 1. Белькевич, 2. Матузалем, 3. Косовський, 4. Орбу, 5. Вілліан.
Крайні нападники: 1. Ребров, 2. Воробей А., 3. Полтавець, 4. Шищенко, 5. Матвеєв.
Відтягнуті нападники: 1. Шевченко А., 2. Діого Ринкон, 3. Шацьких, 4. Девич, 5. Мілевський.
Центральні нападники: 1. Леоненко, 2. Гусейнов, 3. Гайдаш, 4. Косирін, 5. Адріано.

### +Топ-подія
Перемога «Таврії» в першому чемпіонаті 1992 року.

## Золотий четвертак: 25 найкращих за 25 чемпіонатів України (1992— 2015/16)

### Найкращі футболісти
1. Олександр Шовковський, 2. Андрій Шевченко, 3. Сергій Ребров, 4. Даріо Срна, 5. Валентин Белькевич, 6. Анатолій Тимощук, 7. Олег Лужний, 8. Руслан Ротань, 9. Віктор Леоненко, 10. Юрій Калитвинцев, 11. Євген Коноплянка, 12. Андрій Ярмоленко, 13. Андрій Гусін, 14. Фернандиньо, 15. Олександр Рикун, 16. Олег Гусєв, 17. Сергій Назаренко, 18. Олександр Головко, 19. Олександр Чижевський, 20. Максим Шацьких.

### Найкращі тренери
1. Валерій Лобановський, 2. Мирча Луческу, 3. Мирон Маркевич, 4. Віктор Прокопенко, 5. Євген Кучеревський.

### +Найкращі футболісти за ланками
Воротарі: 1. Шовковський, 2. П’ятов, 3. Суслов, 4. Шутков, 5. Медін, 6. Горяїнов, 7. Шуховцев, 8. Бойко.
Праві захисники: 1. Срна, 2. Лужний, 3. Чижевський, 4. Федецький, 5. Вільягра, 6. Єзерський, 7. Дмитрулін, 8. Старостяк.
Центральні захисники: 1. Головко, 2. Ващук, 3. Кучер, 4. Русол, 5. Леонов, 6. Гуйє, 7. Беженар, 8. Дірявка.
Ліві захисники: 1. Рац, 2. Скрипник, 3. Каладзе, 4. Попов С., 5. Денисов, 6. Шевчук В., 7. Несмачний, 8. Сосенко.
Крайні півзахисники: 1. Гусєв О., 2. Ковалець, 3. Орбу, 4. Зубов, 5. Косовський, 6. Лучкевич, 7. Соса, 8. Кирлик.
Опорні півзахисники: 1. Тимощук, 2. Гусін, 3. Фернандиньо, 4. Хацкевич, 5. Шелаєв, 6. Едмар, 7. Максимов Ю., 8. Мізін.
Центральні півзахисники: 1. Ротань, 2. Шав’єр, 3. Мхитарян, 4. Тейшейра, 5. Матузалем, 6. Полтавець, 7. Закарлюка, 8. Жадсон.
Розігрувальні півзахисники: 1. Белькевич, 2. Калитвинцев, 3. Рикун, 4. Назаренко, 5. Полунін, 6. Чернат, 7. Мороз Г., 8. Вукич.
Крайні нападники: 1. Коноплянка, 2. Ярмоленко, 3. Воробей А., 4. Вілліан, 5. Тайсон, 6. Дуглас Коста, 7. Матеус, 8. Шищенко.
Відтягнуті нападники: 1. Ребров, 2. Шацьких, 3. Діого Ринкон, 4. Матвеєв, 5. Нагорняк, 6. Девич, 7. Ателькін, 8. Мілевський.
Центральні нападники: 1. Шевченко А., 2. Леоненко, 3. Гусейнов, 4. Селезньов, 5. Сачко, 6. Гайдаш, 7. Косирін, 8. Адріано.

### +Топ-матч
«Шахтар» — «Динамо» (2:4) за 10 квітня 2004 року.

### +Топ-гол
Удар головою Сергія Шевченка на 75 хвилині матчу «Таврія» — «Динамо» (1:0) за 21 червня 1992 року.